# Egypt II: The Heliopolis Prophecy
Egypt II: The Heliopolis Prophecy (Египет II: Пророчество Гелиополя в России) — приключенческая компьютерная игра, разработанная и выпущенная компанией Cryo Interactive Entertainment в 2000 году. Игра является второй в серии. Первой игрой серии является игра «Egypt 1156 B.C.», а третьей «Egypt III». Изначально игры была выпущена для ПК и PlayStation, а в мае 2012 года игру выпустили для Mac OS X К созданию игры (в том числе локаций и персонажей) были привлечены историки в качестве консультантов

## Сюжет
Действие игры происходит в 1360 году до н. э. в Гелиополе, который поражён чумой. Главный целитель города Джехути в письме просит свою дочь Тифет, молодую жрицу богини Сехмет, изучающую медицину в Бубасти, приехать в город, так как он тоже поражен болезнью. Тифет должна найти лекарство и спасти отца и город. 

## Продажи
По словам менеджера по маркетингу Cryo Interactive Маттью Сен-Денниса, только к декабрю 2000 года было продано 180 000 копий игры в Европе. Из этого числа на долю Франции пришлось 50 000 копий. К февралю 2004 г. совокупные продажи обоих игр серии превысили 700 000 копий.